# Pauline Dempers
Pauline Franzisca Dempers (geboren 28. April 1962 in Aranos, Südwestafrika) ist eine namibische Menschenrechtsaktivistin und Politikerin. Seit 1999 ist Dempers nationale Koordinatorin von Breaking the Wall of Silence (BWS), einer Gruppe, die sich für die Rechte derjenigen einsetzt, die während des namibischen Unabhängigkeitskrieges von der SWAPO inhaftiert und gefoltert wurden. 

## Leben
In den frühen 1980er Jahren war Pauline Dempers eine aktive Kämpferin im Süden Namibias gegen die südafrikanische Besatzung. 1983 ging sie ins Exil nach Angola und schloss sich dort der SWAPO an. Sie durchlief ein einjähriges militärisches Training. Sie und Hunderte anderer namibischer Exilanten wurden 1986 von der SWAPO verhaftet, während sie in der Nähe von Lubango lebten. Sie wurde vom SWAPO-Sicherheitsapparat beschuldigt, eine südafrikanische Spionin zu sein, gefoltert und in den Kerkern von Lubango inhaftiert. Viele ihrer Mitgefangenen starben. Im Zuge der Unabhängigkeitsbestrebungen wurde sie im Jahr 1989 nach Namibia repatriiert.
Zurück in Namibia arbeitete sie von 1991 bis 1999 als Schulsekretärin, zunächst bis 1995 an der People’s Primary School in Katutura, dann an der Namibia Primary School. Parallel bereitete sie sich von 1992 bis 1994 im Selbststudium auf einen Klasse-12-Schulabschluss vor.
1995 erschien das Buch Namibische Passion (englisch Namibia. The wall of silence) von Siegfried Groth, der zwischen 1973 und 1990 die SWAPO-Flüchtlingslager in Botswana und Namibia betreut hatte. In dem Buch warf er der SWAPO detailliert Menschenrechtsverletzungen vor. In Namibia bildete sich daraufhin 1996 die Bewegung Breaking the Wall of Silence (BWS), die vor allem aus Menschen besteht, die von der SWAPO in den 1980ern gefangengehalten worden war, darunter Pauline Dempers. BWS kämpft seitdem darum, die Menschenrechtsverletzungen der SWAPO auf die nationale politische Agenda zu setzen. Seit 1999 ist Dempers die Koordinatorin der Bewegung.
Von 2001 bis 2002 studierte Dempers an der University of Manchester im Vereinigten Königreich und machte ein Diplom im Fach „Transformation in the Workplace“.
Pauline Dempers trat nach deren Gründung 1999 der neuen Oppositionspartei Congress of Democrats (CoD) unter Ben Ulenga bei, die die Lubango-Menschenrechtsverletzungen ins Parlament einbrachte. Im Jahr 2007 war Dempers als Mitglied des Zentralkomitees des CoD in eine Kontroverse verwickelt. Sie und andere Ausschussmitglieder wurden von einer Fraktion der Partei unter Führung von Ben Ulenga ausgeschlossen. Sie schloss sich der von Ignatius Shixwameni geführten Fraktion an, die einen „nationalen Interimsausschuss“ bildete. Nach einem Richterbeschluss wurden sie und die anderen ausgeschlossenen Parteimitglieder wieder aufgenommen.